# Carbet (architecture)
Pour les articles homonymes, voir Carbet.

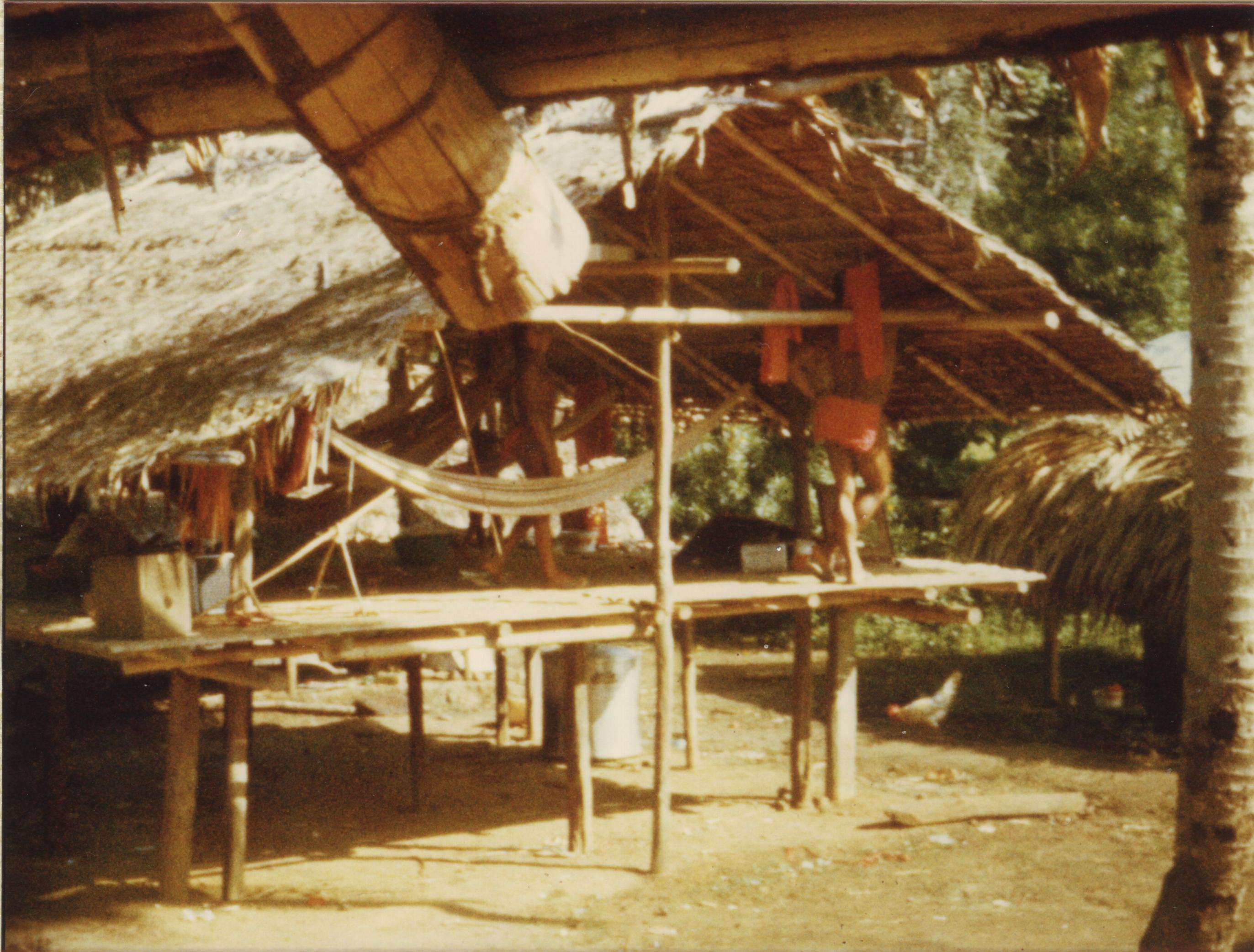
Carbet de Guyane, du village Antécume-Pata des Wayana, en 1979.

Le carbet est une structure architecturale traditionnelle des régions tropicales, notamment en Guyane et dans les Caraïbes. Originaire des cultures autochtones, il est souvent utilisé comme lieu de rassemblement, de repos ou de cérémonies.
Les avantages du carbet sont en général les suivants :
- abaissement de la température dû à la large surface d'ombre qui permet de garder une partie de la fraîcheur nocturne (jusqu'à 7 °C) ;
- protège de la pluie ;
- par le jeu du clair-obscur, permet de voir tout en étant partiellement dissimulé ;
- construction bon marché.

## Galerie

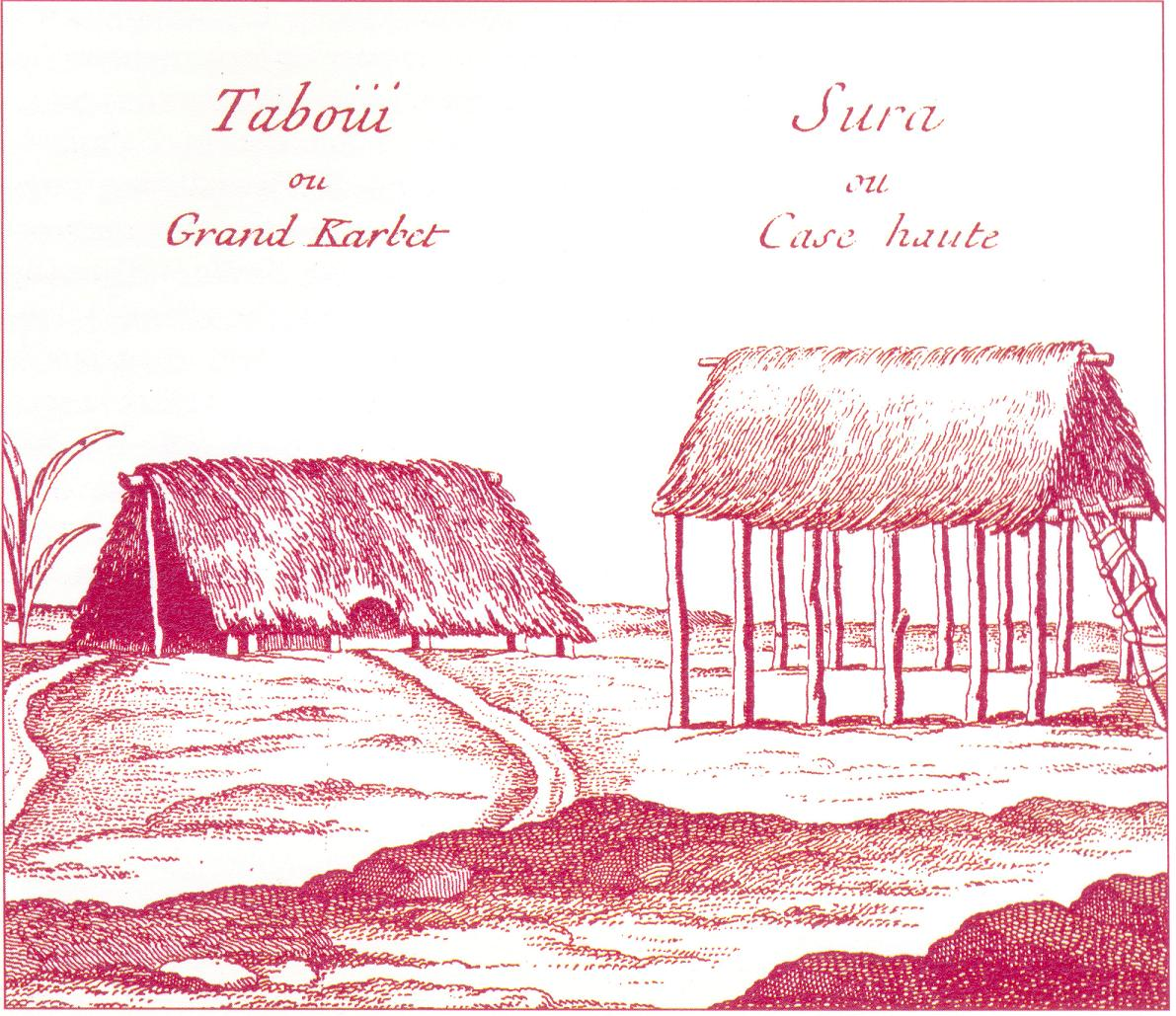
Dessin de 1743 (Architecture des Kali'na, tribu amazonienne. Dessin tiré de Une histoire des Kali'na en Guyane.
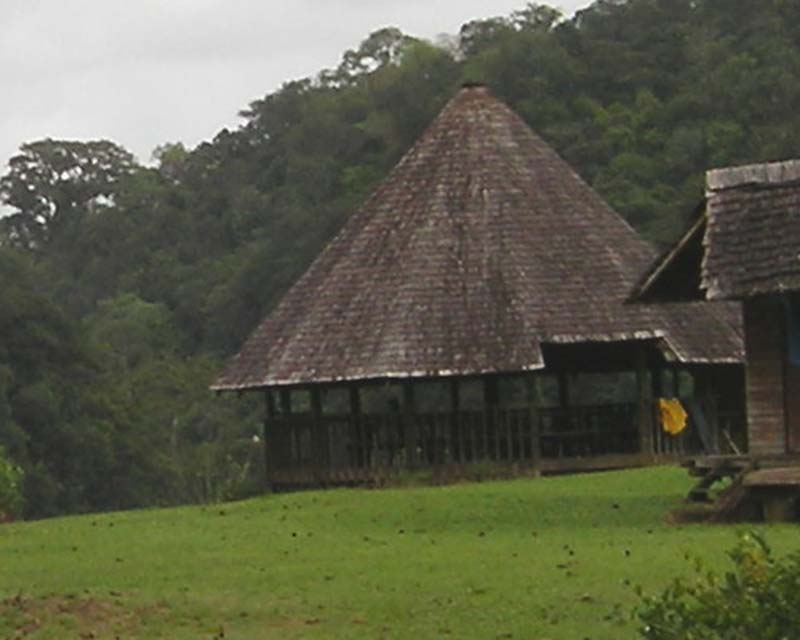
Carbet de Guyane.